# 804 TCN
804 TCN là một năm trong lịch La Mã.